# Leguane
Die Leguane (Iguanidae) bilden eine Familie der Schuppenkriechtiere (Squamata). Sie kommen auf dem amerikanischen Doppelkontinent vom Süden der USA bis nach Paraguay, auf den Karibischen Inseln, den Galápagos-Inseln und den Fidschi-Inseln vor.

## Merkmale
Leguane erreichen Längen zwischen 14 Zentimetern und zwei Metern. Der Schwanz ist oft länger als der übrige Körper. Ihr Kopf ist meist mit einem Schuppenkamm und einer Kehlwamme versehen. Sie ist bei den Männchen ausgeprägter als bei den Weibchen und besonders bei der Balz und bei Rivalitätskämpfen wichtig. Die Rückenschuppen sind meist klein, die Bauchschuppen größer, stehen aber nicht in regelmäßigen Reihen.

## Lebensweise
Leguane leben auf dem Boden (Dipsosaurus, Cyclura), auf Bäumen (Iguana, Brachylophus) oder auf Felsen (Sauromalus, Ctenosaura, Conolophus, Amblyrhynchus). Die Männchen sind territorial. Sie verteidigen ihr Revier gegenüber männlichen Artgenossen, dulden aber Weibchen. Alle Leguane sind eierlegend (ovipar). Bei der Paarung beißt das Männchen das Weibchen für gewöhnlich in den Nacken. Die Gelege sind groß. Oft legen mehrere Weibchen ihre Eier nahe beieinander ab. Eine Brutpflege findet nicht statt.
Junge Leguane ernähren sich vor allem von Insekten und anderen wirbellosen Tieren. Bei ausgewachsenen Tieren, vor allem bei den großwüchsigen Arten, wird pflanzliche Ernährung zunehmend wichtiger. Die Meerechsen der Galápagos-Inseln ernähren sich von kleineren Algen und Tang.

## Systematik
Die Systematik der Familie ist seit 1989 häufigen Änderungen unterworfen. In dieser Zeit teilten die Herpetologen Daryl Frost und Richard Etheridge die große, damals 700 Arten umfassende Familie in eine Reihe von kleineren Familien, die zuvor den Status von Unterfamilien hatten. Mit den ausgegliederten Familien werden die Leguane in die Gruppe der Pleurodonta zusammengefasst, die sich von den als Acrodonta bezeichneten übrigen Leguanartigen, den Agamen und Chamäleons, durch die Zahnbefestigung unterscheiden: Pleurodonta haben als gemeinsames Merkmal Zähne, die wurzellos an der Innenkante der Kiefer sitzen, während die Zähne bei den Acrodonta auf der Oberkante des Kiefers befestigt sind.
Heute sind neun rezente und drei ausgestorbene Gattungen Leguane bekannt:
- Leguane (Iguanidae) Oppel, 1811
  - Meerechse (Amblyrhynchus cristatus) (1 Art)
  - Fidschileguane (Brachylophus) (4 Arten)
  - Cachryx (2 Arten)
  - Drusenköpfe (Conolophus) (3 Arten)
  - Schwarzleguane (Ctenosaura) (15 Arten)
  - Wirtelschwanzleguane (Cyclura) (8 Arten)
  - Wüstenleguan (Dipsosaurus) (2 Arten)
  - Iguana (3 Arten)
  - Chuckwallas (Sauromalus) (5 Arten)
  - Armandisaurus (fossil)
  - Lapitiguana (fossil)
  - Pumila (fossil)

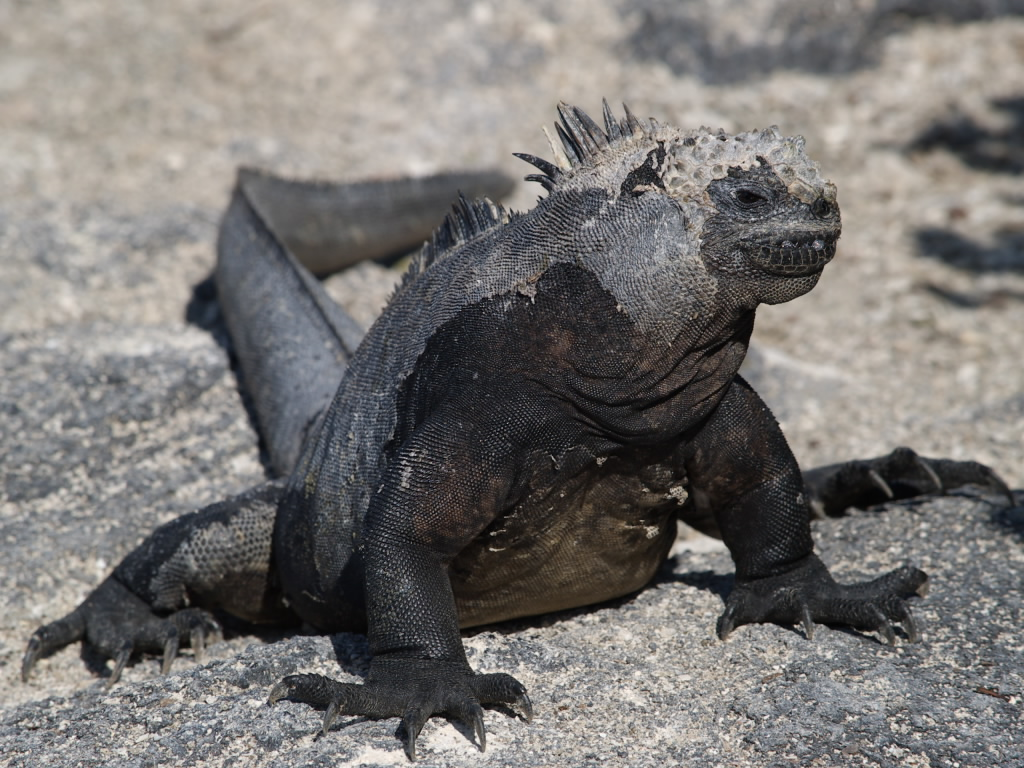
Meerechse (Amblyrhynchus cristatus)
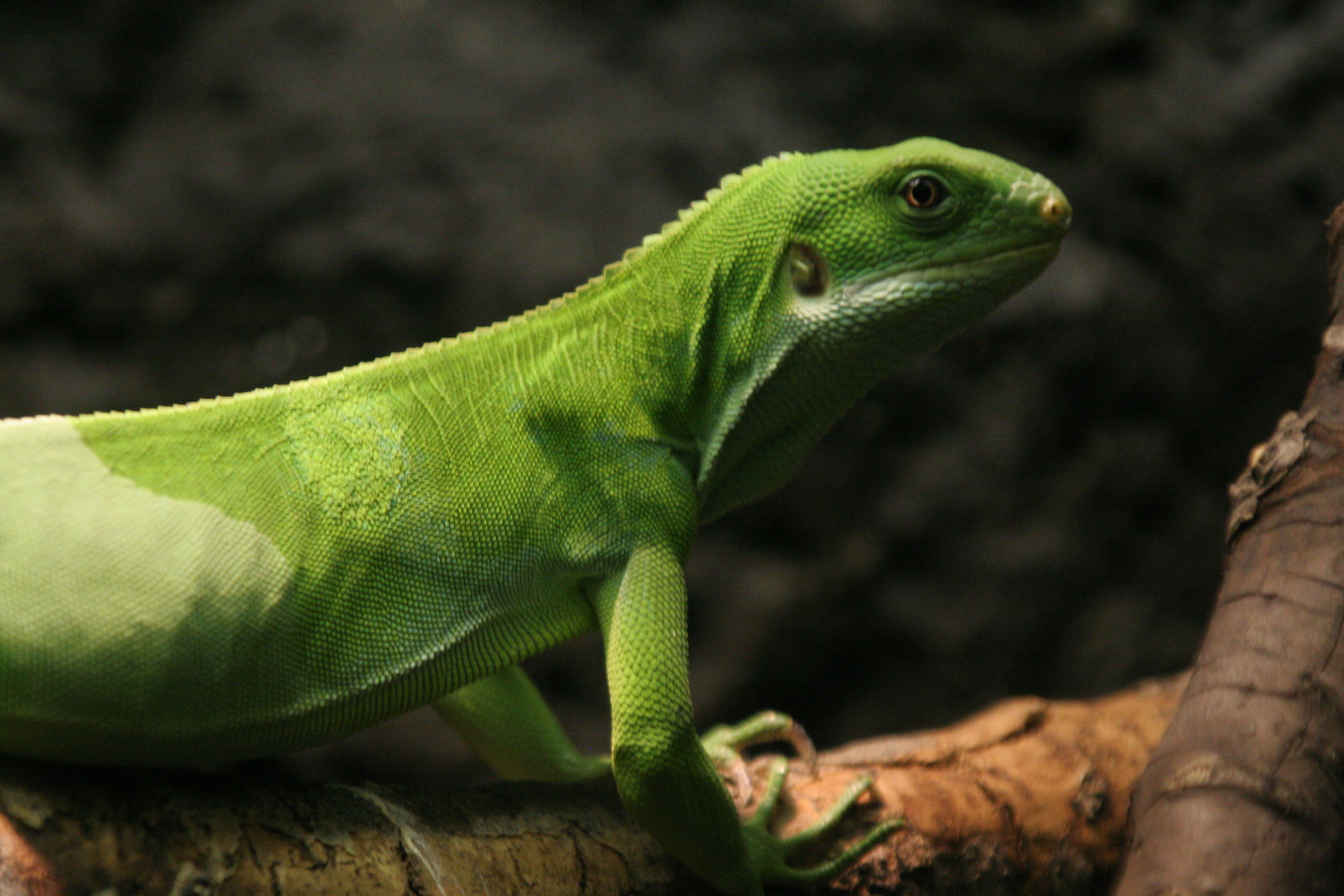
Fidschileguan (Brachylophus fasciatus)
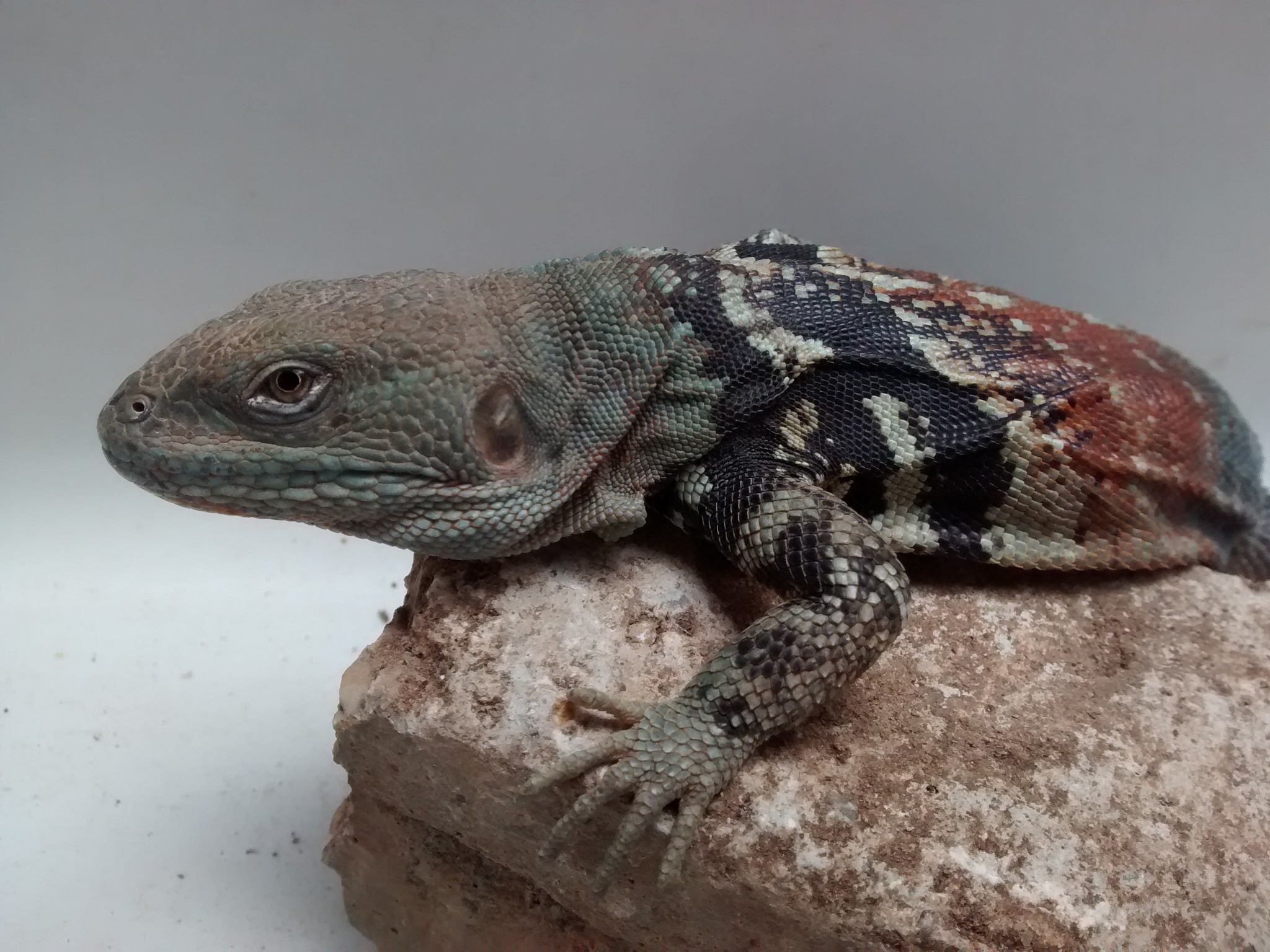
Cachryx defensor
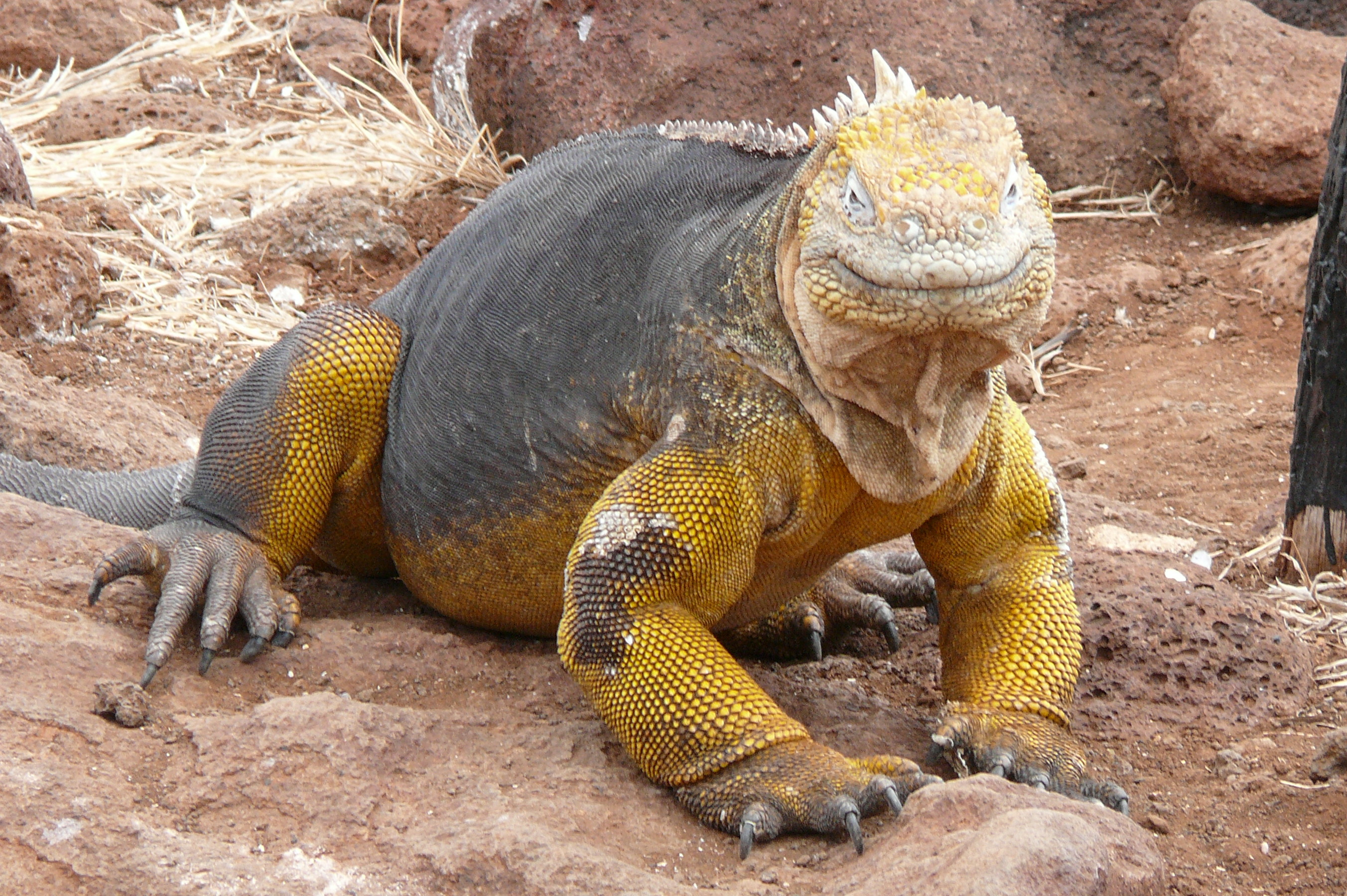
Drusenkopf (Conolophus subcristatus)
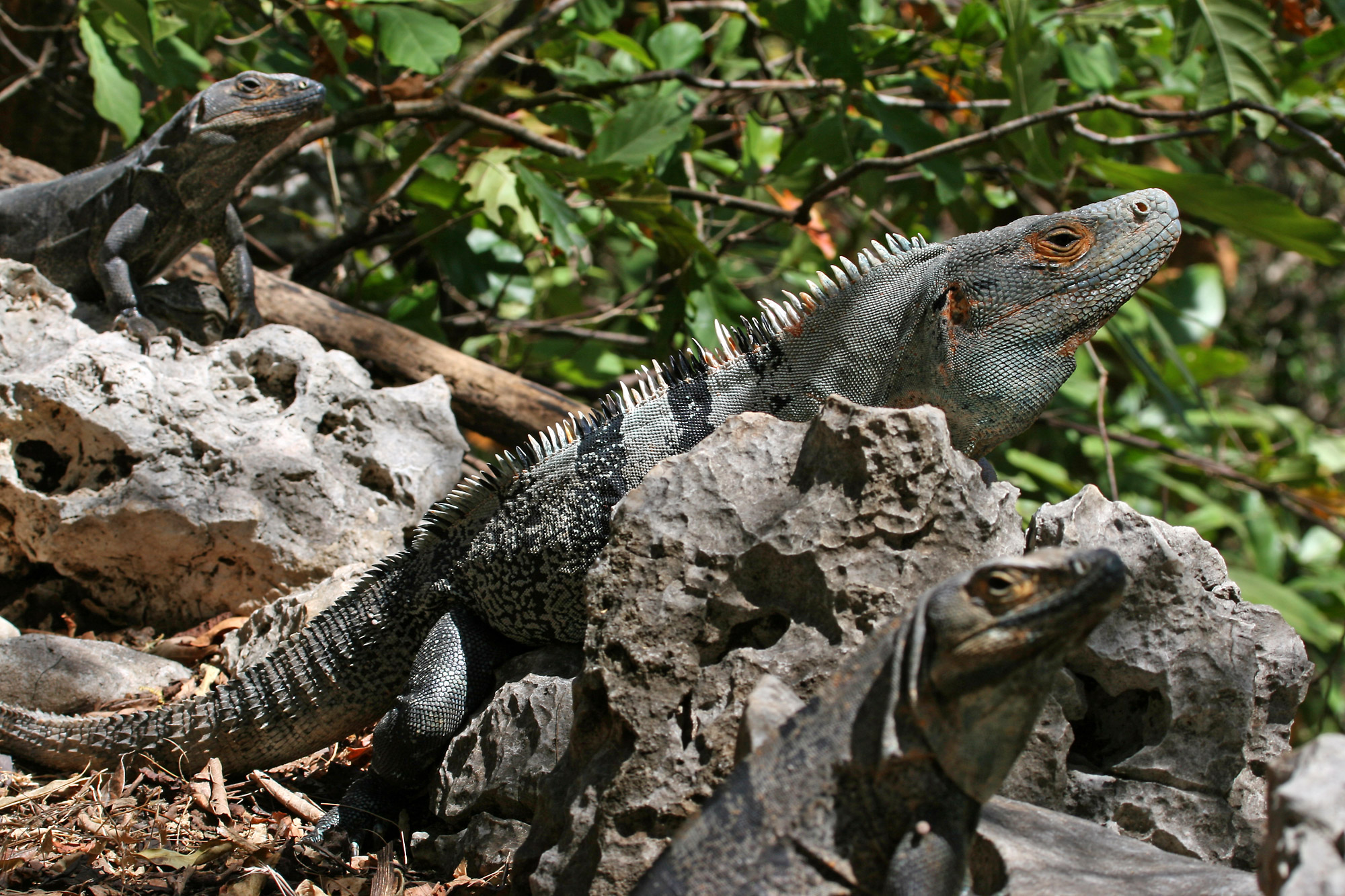
Schwarzer Leguan (Ctenosaura similis)
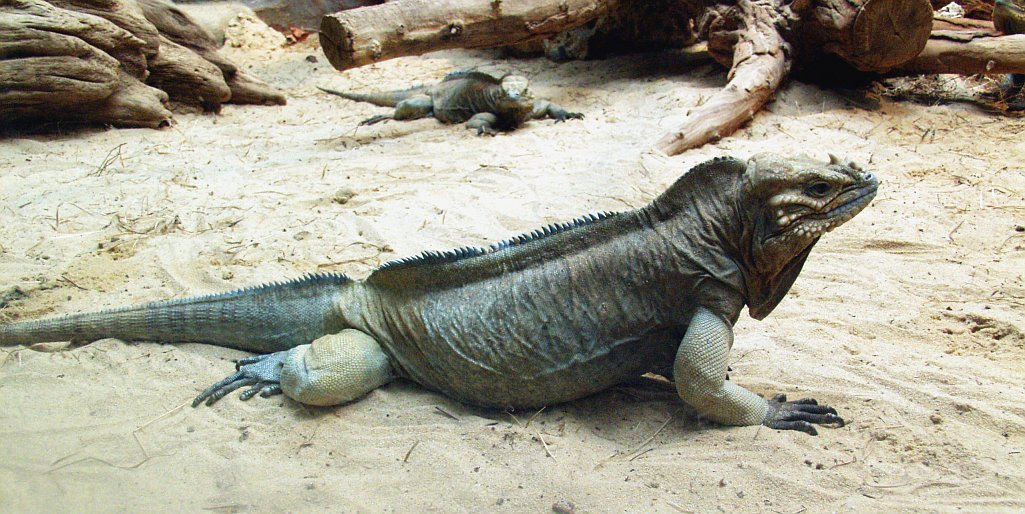
Nashornleguan (Cyclura cornuta)
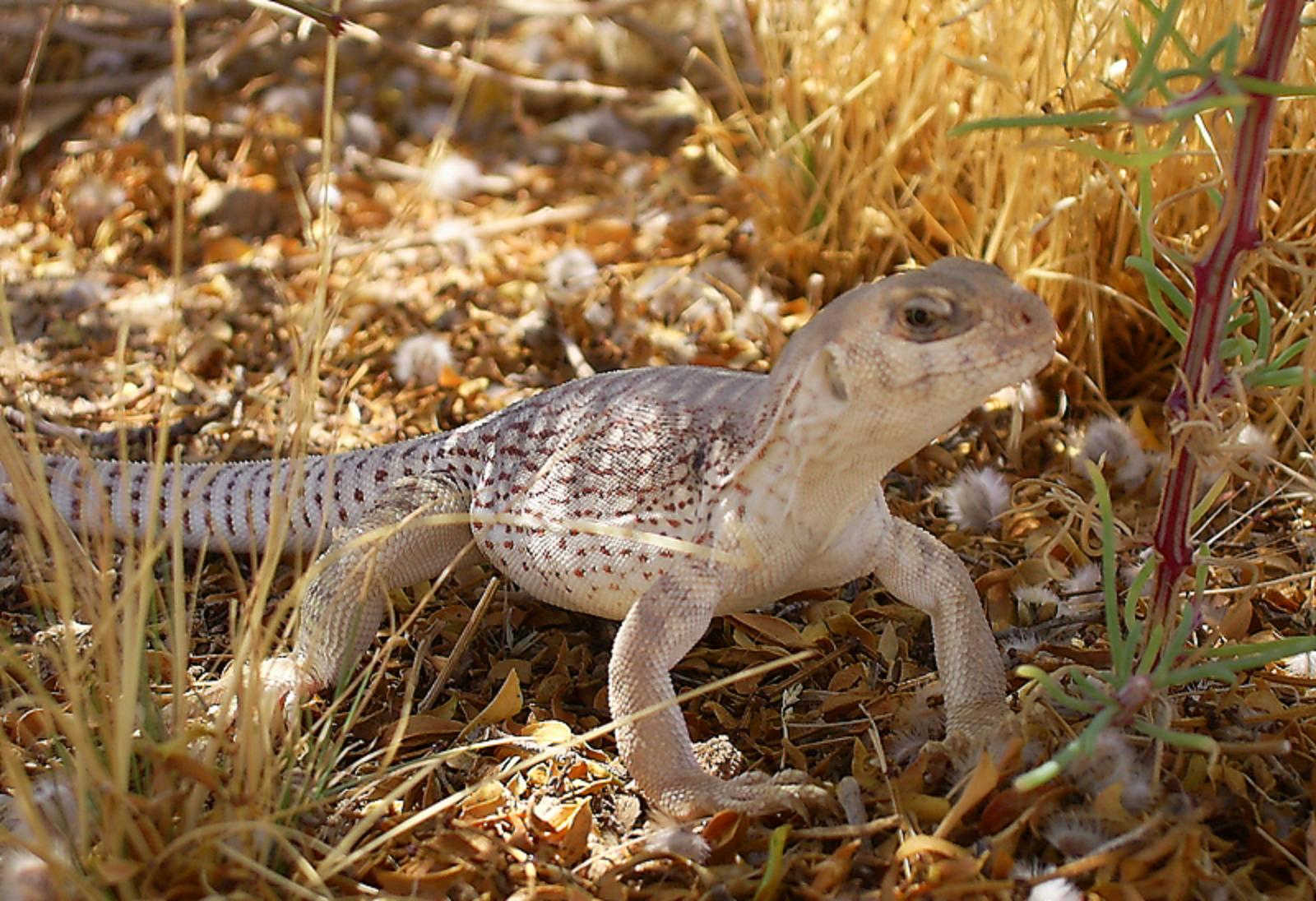
Wüstenleguan (Dipsosaurus dorsalis)
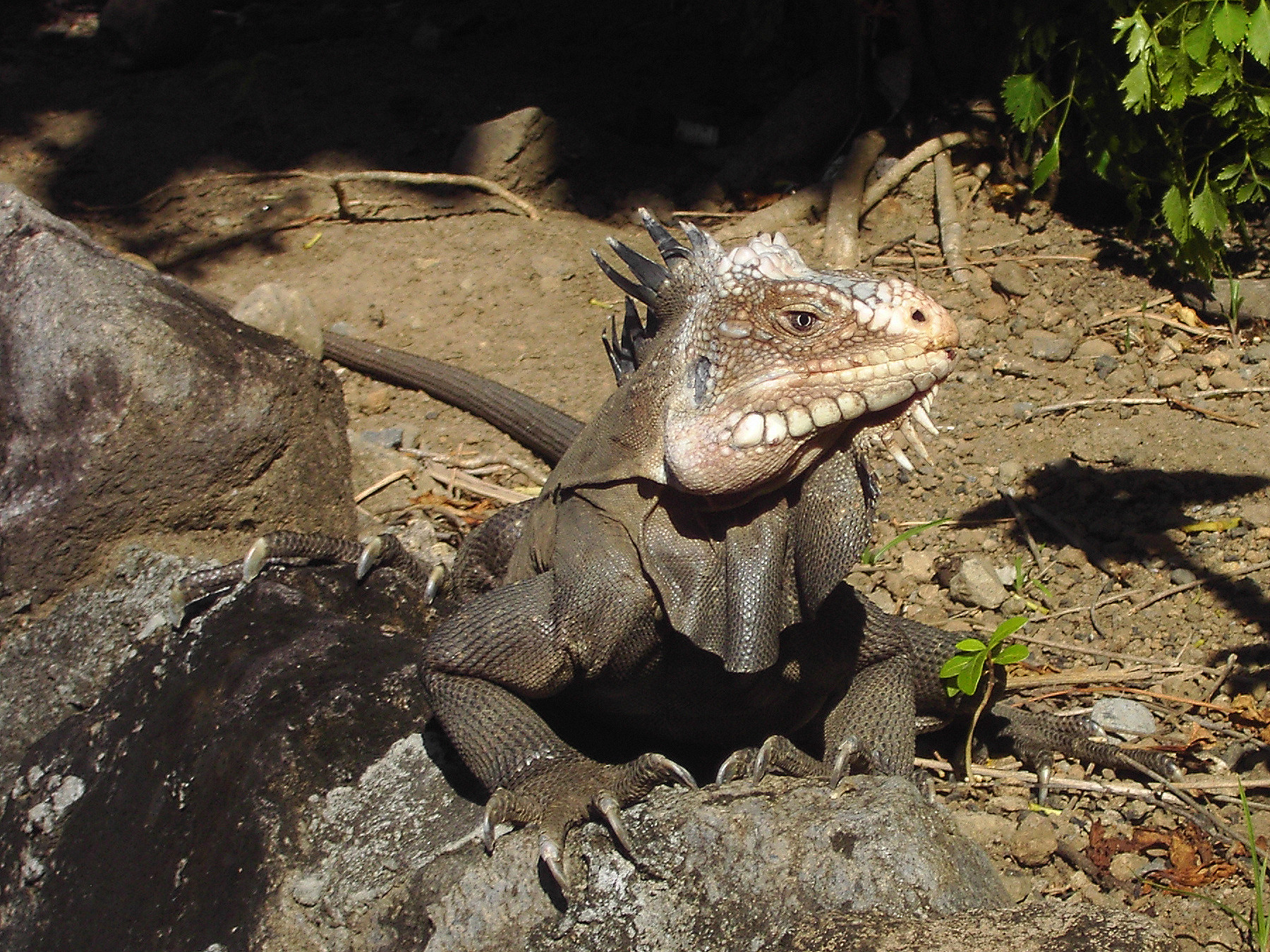
Grüner Inselleguan (Iguana delicatissima)
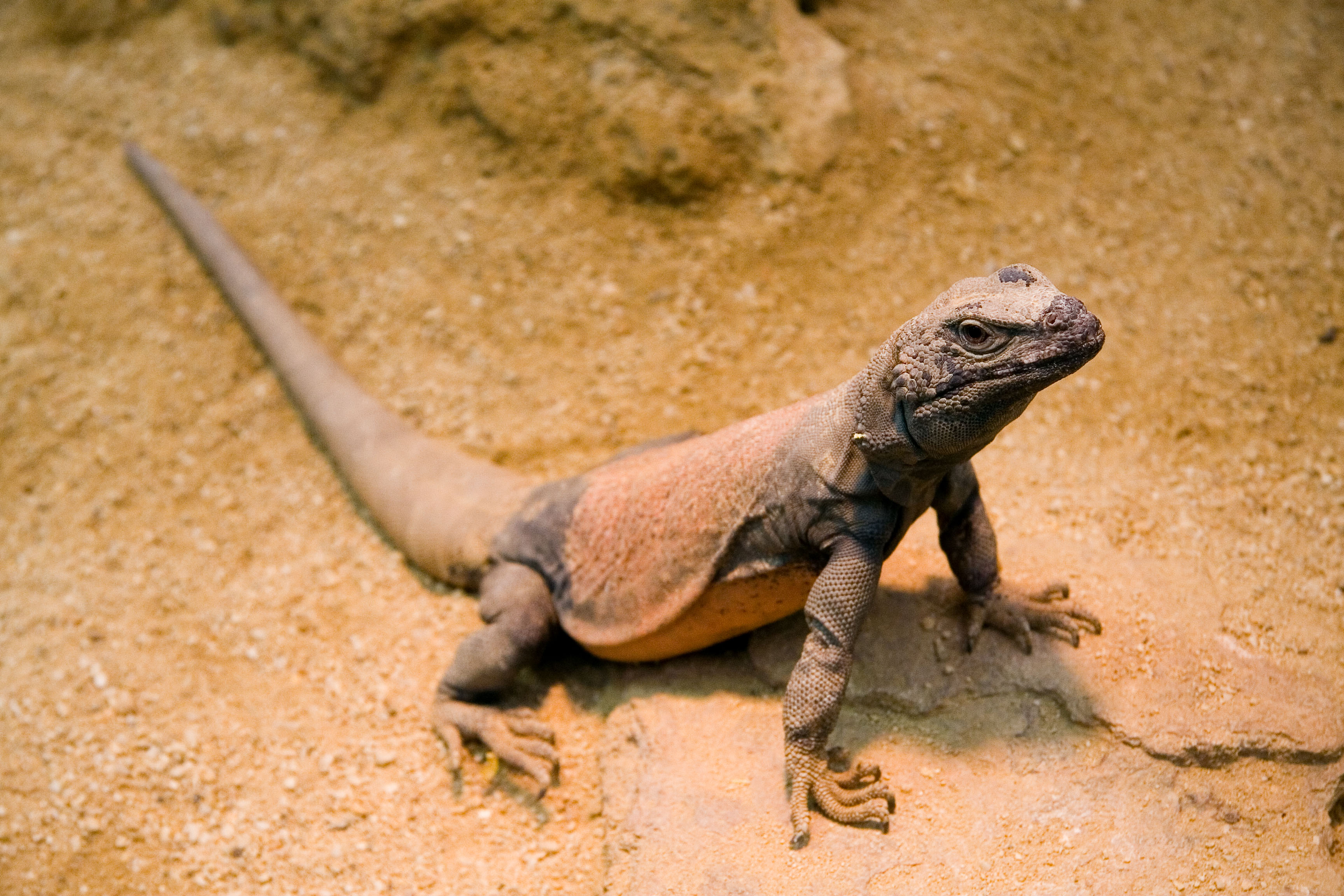
Chuckwalla (Sauromalus obesus)